# Walnut Creek (Carolina del Nord)
Walnut Creek és una població dels Estats Units a l'estat de Carolina del Nord. Segons el cens del 2008 tenia 855 habitants.

## Demografia
Segons el cens del 2000, Walnut Creek tenia 859 habitants, 322 habitatges i 293 famílies. La densitat de població era de 215,4 habitants per km².
Dels 322 habitatges en un 33,5% hi vivien nens de menys de 18 anys, en un 87,6% hi vivien parelles casades, en un 3,1% dones solteres, i en un 8,7% no eren unitats familiars. En el 7,5% dels habitatges hi vivien persones soles el 2,5% de les quals corresponia a persones de 65 anys o més que vivien soles. El nombre mitjà de persones vivint en cada habitatge era de 2,67 i el nombre mitjà de persones que vivien en cada família era de 2,8.
Per edats la població es repartia de la següent manera: un 22,7% tenia menys de 18 anys, un 3,5% entre 18 i 24, un 18,2% entre 25 i 44, un 40,3% de 45 a 60 i un 15,4% 65 anys o més.
L'edat mediana era de 48 anys. Per cada 100 dones de 18 o més anys hi havia 94,7 homes.
La renda mediana per habitatge era de 96.037 $ i la renda mediana per família de 98.071 $. Els homes tenien una renda mediana de 80.000 $ mentre que les dones 27.292 $. La renda per capita de la població era de 45.070 $. Cap de les famílies estaven per davall del llindar de pobresa.

## Poblacions més properes
El següent diagrama mostra les poblacions més properes.